# 長崎県立長崎特別支援学校
長崎県立長崎特別支援学校（ながさきけんりつ ながさきとくべつしえんがっこう）は、長崎県長崎市にある県立特別支援学校。

## 概要
特色
長崎港を見下ろす高台に位置している。県南地区では唯一の肢体不自由特別支援学校で、隣接の国立病院機構長崎病院と連携している。
校訓
「明るく　強く　豊かに生きる」
校歌
3番まである。
学部
- 小学部
- 中学部
- 高等部
- 訪問教育[1] も行っている。

## 沿革
- 1979年（昭和54年）
  - 11月1日 – 「長崎県立長崎養護学校」が開校。開校式典を挙行[2]。
- 2010年（平成22年）4月 - 「長崎県立長崎特別支援学校」（現校名）に改称。
- 2016年（平成28年）4月1日 - 高等部を設置。

## アクセス
- 長崎バス 「国立長崎病院前」、「田上」バス停
  - 長崎市中心部（長崎駅前）から10番（茂木・北浦・千々・宮擦）行きの路線バスに乗車。
  - 長崎市大浦海岸・グラバー園・石橋方面から60番「田上」行きの路線バスに乗車。
- 長崎市中心部（中央橋）から国道324号を浜の町・正覚寺下・田上方面に進み、「田上」交差点で右折。

## 周辺
- 国立病院機構長崎病院
- 長崎県立長崎南高等学校
- 田上郵便局
- 十八親和銀行田上支店